# Ghermu
Ghermu (en népalais : घेर्मु) est un comité de développement villageois du Népal situé dans le district de Lamjung. Au recensement de 2011, il comptait 1 776 habitants.